# El Fueyu
La Asociación Cultural de la Llingua Llïonesa El Fueyu es una asociación cultural con sede en la ciudad de León (España). Fue fundada en 2003 y tiene como finalidad la promoción de la lengua leonesa. Su presidente es Héctor Villazala Alonso (militante y antiguo secretario de cultura de Conceyu Xoven), que relevó en el cargo a Abel Pardo Fernández (secretario general de la organización leonesista Conceyu Xoven, vinculada a la Unión del Pueblo Leonés y concejal de educación, cultura leonesa y nuevas tecnologías del Ayuntamiento de León). El Fueyu fue una de las distintas asociaciones-satélite de Conceyu Xoven que esta organización puso en circulación en el mundo cultural leonés[cita requerida]. Sus últimas actividades públicas datan de comienzos del año 2011.[cita requerida]
Estableció convenios de colaboración con el Ayuntamiento de León para la impartición de cursos de lengua leonesa. Igualmente, estableció convenios con la Diputación de León en 2006 mediante los cuales impartió cursos en Mansilla de las Mulas, La Bañeza, Valencia de Don Juan, Ponferrada en (en colaboración con la asociación El Toralín), Zamora, y colaboró con la asociación La Barda en los cursos que esta otra asociación-satélite de Conceyu Xoven impartió en Salamanca.
Fue una de las asociaciones promotoras del I Día de la Lengua Leonesa, y colaboró activamente en el II Día de la Lengua Leonesa, esta vez organizado por el Ayuntamiento de León a través de la Concejalía de Cultura Leonesa gestionada por el concejal Abel Pardo Fernández.[cita requerida]
Igualmente estableció convenios de colaboración con entidades financieras como Caja España, La Caixa o Fundación Caja Rural, e instituciones públicas como el Consejo Comarcal del Bierzo o ayuntamientos como los de La Bañeza, Mansilla de las Mulas o Zamora.[cita requerida]
Contrariamente a los postulados de agrupaciones como Furmientu o La Caleya, la asociación El Fueyu, junto con otras asociaciones lingüísticas como El Toralín, L'Alderique o La Barda, sostienen la tesis de que el leonés y el asturiano eran lenguas diferentes, aunque pertenecientes al mismo ámbito lingüístico.

## Polémicas
- En el año 2006 se publicó la colección de cuentos titulada Cuentos del Sil,[7][8] junto con la Diputación de León y la asociación cultural El Toralín, que recopila autores de origen berciano que escriben en lengua leonesa. Este libro ha recibido varias críticas negativas, por una parte, en el II encuentro de escritores en asturleonés occidental el lingüista Héctor García Gil realizó una crítica hacia el uso político que hacen de la lengua asturleonesa algunos grupos y partidos políticos en León y Zamora, a lo largo de la ponencia titulada La deturpación de la ḷḷingua en Cuentos del Sil ou el llïonés (sic) cumo artefactu políticu ya identitariu (en castellano La deturpación de la lengua en Cuentos del Sil o el llïonés (sic) como artefacto político e identitario). Por otra parte, José Ramón Morala Rodríguez, catedrático de Lengua Española de la Universidad de León, manifestó en el congreso El leonés en el siglo XXI su disconformidad con los escritos procedentes de sectores afines a Conceyu Xoven, en clara referencia al libro Cuentos del Sil, ya que muestran un leonés con errores internos, diferencias forzadas y arbitrarias y añadidos gráficos que no tienen una razón de ser desde el punto de vista de la lingüística, con innovaciones no siempre acertadas, y que parecen tener el objetivo último de dotar al leonés de una mayor singularidad frente a otros romances cercanos, aunque eso suponga que el resultado resulte extraño incluso dentro de la propia tradición leonesa:[9][10] escribir "ge" con sonido "gue", como en "gerra" (guerra). El uso de dos puntos del diptongo en palabras como "pïor", "rïalidá" o "llïonés" donde la diéresis resulta un rasgo gráfico fonéticamente redundante y superfluo.[11][12][13] En este mismo congreso el escritor Roberto González-Quevedo añadió que la politización de la lengua puede llevar al desastre. Este escritor aunque participó en el libro (junto con su madre Eva González), durante la presentación del mismo, realizó una llamada de atención al resto de escritores que participaron en él por no tener en cuenta el rigor ortográfico.[14]

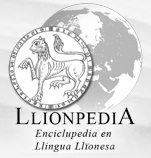
Logo de la Llionpedia.

- En octubre de 2009, un escándalo relacionado con la apología del nazismo[15] involucró entre otros a Abel Pardo Fernández, fundador de El Fueyu y dirigente de Conceyu Xoven, y al también militante de Conceyu Xoven y presidente de la asociación cultural El Toralín, Adrián Martín Garrido. El grupo político Izquierda Unida presentó una denuncia[16] ante la Fiscalía de León después de que un grupo de ciudadanos presentara en el registro del Ayuntamiento de León una queja sobre ciertos contenidos que aparecieron en la Llionpedia,[17][18] una enciclopedia por Internet en lengua leonesa impulsada por la Concejalía de Cultura Tradicional del Ayuntamiento de León, en la que se minimizaban y negaban los crímenes del Holocausto. Se responsabilizó al Concejal de Cultura Tradicional de UPL Abel Eugenio Pardo Fernández y a dos trabajadores del Ayuntamiento de León afiliados a este partido,[19][20][21][22][23] quienes fueron suspendidos de militancia por parte del Secretario General de UPL Melchor Moreno.[24] El presidente de El Fueyu, Héctor Villazala Alonso escribió un artículo de opinión en el que en nombre de la asociación El Fueyu denunciaba y asociaba el escándalo mediático surgido a raíz de la polémica Llionpedia como un ataque recibido contra la cultura y lengua leonesas.[25]